# 리폼드 신학교
리폼드 신학교 (Reformed Theological Seminary)는 1966년 미국 남부 미시시피주의 잭슨에 설립된 개혁주의 신학의 전통을 따르는 미국의 초교파 신학교이다. 다른 캠퍼스가 플로리다의 올란도, 노스 캐롤라이나의 샬롯, 조지아의 아틀란타에 세워졌고, 워싱턴 DC, 텍사스의 달라스와 휴스톤, 테네시의 멤피스, 뉴욕에 각각 분교들이 세워졌다. 미국에서는 웨스트민스터 신학교, 카버넌트 신학교, 그리고 칼빈 신학교와 더불어서 개혁주의 신학의 교육 기관이다.

## 교수진
이 학교에서 있었던 저명한 교수들로는 시몬 키스트메이커 (Simon Kistemaker), 윌리엄 A. 벤게메렌, R. C. 스프롤 (R.C. Sproul), 폴 롱 (Paul Long), 더글라스 F. 켈리 (Douglas Kelly), 제임스 헐리 (James Hurley), 리곤 던칸 (Ligon Duncan), 존 프레임 (John Frame), 로저 니콜 (Roger Nicole), 로널드 네쉬 (Ronald H. Nash), 스티브 브라운 (Steve Brown), 리차드 프랫 (Richard L. Pratt), 마이클 J. 크루거 (Michael J. Kruger), 그리고 브루스 월키 (Bruce Waltke) 등이 있으며, 미국장로교회 (PCA)의 로이 테일러(Roy Taylor)총회 서기도 역시 이 학교에서 수년간 교수로 활동했다. 현재교수로 브루스 P. 바우구스등 여러 유명교수들이 있다.

## 한국 졸업생
이 학교 출신들로서는 정정숙 교수 (총신대), 이광순 교수 (장신대 전 총장), 한춘기 교수 (총신대), 심창섭 교수 (총신대, 은퇴), 김성욱 교수 (총신대학교), 박희석 교수 (총신대학교), 최갑종 교수 (백석대학교 전 총장), 홍인규 교수 (백석대학교), 성종현 교수 (백석대학교), 안명준교수 (평택대학교), 임영효 교수(고신대), 이학재 교수 (대한신학대학원대학교), 노영근 교수 (칼빈대학교), 김홍만 교수 (사우스웨스턴 리폼드신학대학원 총장), 임영효 교수 (고신대학교), 이병수 교수 (고신대학교 총장), 채이석 교수 (총신대 교수), 정인채 교수 (KAPC 신학교) 등이 있으며, 현역 목회자들로서는 김상정 목사님(어바인 한인 교회),박헌성 목사님(국제개혁대학교신학대학원 총장, 나성열린문교회), 제석호 목사님 (포트월톤 국제 공동체교회),박상목 목사님(가주 주님의교회),이건영 목사님(인천 제2 장로교회),정준모 목사님(대구 성명 교회), 이동간 목사님(대구대동교회), 이상복 목사님(광주 동명교회), 박희규 목사님(서울, 세계로 교회), 김승년 목사님(베이튼루지 한사랑교회), 박해성 목사님(포모나 연합교회), 최동진 목사님(샌디에고 반석 교회), 정철 목사님 (멤피스 한인 연합장로교회), 박성남 목사님과, 방선기 목사님 (이랜드 사목, 합동신학대학원대학교), 오재호 목사님(인도네시아 선교사), 김활영 선교사 (말레이시아, 은퇴), 그리고 김영진 목사님, 유영렬 목사님(오픈도어 선교회 사무총장), 최명근 목사님 (은퇴), 한기원 목사님, 하영진 목사님, 김태일 목사님(계산교회), 신호섭(올곧은교회, 고려신학대학원), 장영일 교수 (대신대학교),김정원 목사님(안디옥교회)등이 있다.

## 같이 보기
- 웨스트민스터 신학교
- 커버넌트 신학교
- 칼빈 신학교